# Condado de Willacy
O Condado de Willacy é um dos 254 condados do estado americano do Texas. A sede do condado é Raymondville, que é também a sua maior cidade.
O condado possui uma área de 2031 km² (dos quais 486 km² estão cobertos por água), uma população de 20 082 habitantes, e uma densidade populacional de 13 hab/km² (segundo o censo nacional de 2000).
O condado foi fundado em 1911.